# Johannes Wessels Boer

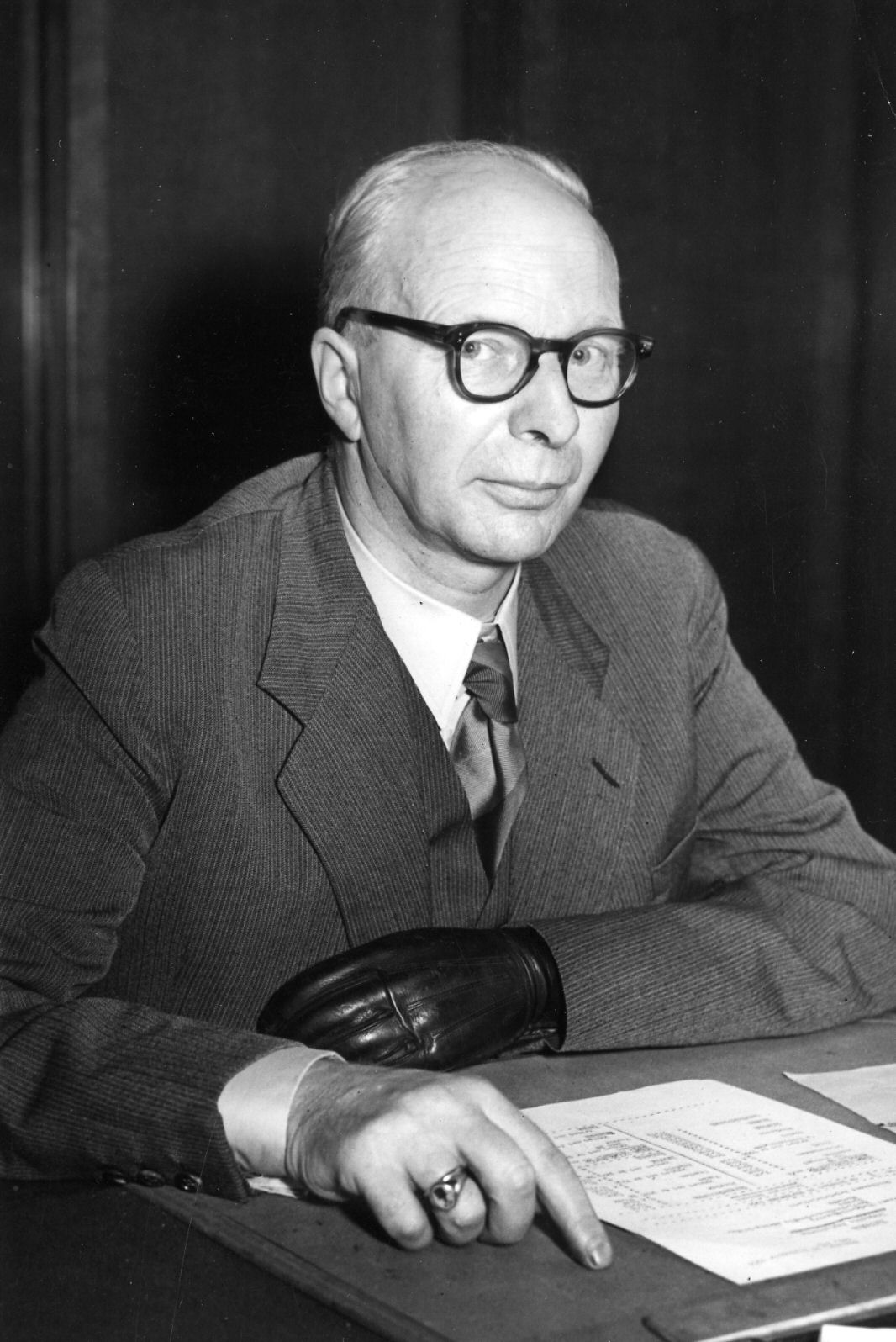
Johannes Wessels Boer

Johannes Wessels Boer (Veghel, 23 februari 1901 - Utrecht, 24 januari 1958) was een Nederlandse ingenieur en directeur van de Nederlandse Spoorwegen.

## Leven en werk
Wessels Boer werd in 1901 in Veghel geboren als zoon van de belastingontvanger Roelof Wessels Boer en van Margaretha Keuning. Hij studeerde aan de toenmalige Technische Hogeschool van Delft en studeerde in 1927 af als elektrotechnisch ingenieur. Het jaar daarop trad hij in dienst bij de Nederlandse Spoorwegen, waar hij carrière maakte en diverse technische en leidinggevende functies vervulde. In 1951 werd hij chef tractie en materieel (later materieel en werkplaatsen). In 1953 werd hij chef van de dienst exploitatie. In 1954 volgde zijn benoeming tot directielid van de spoorwegen. Per 1 januari 1958 kreeg hij vanwege zijn gezondheidstoestand ontslag verleend als directeur van de spoorwegen.
Wessels Boer trouwde op 12 juni 1930 met Jeanette Carolina (Jenny) van Mens. Hij overleed in januari 1958 op 56-jarige leeftijd in het diaconessenhuis te Utrecht. Hij werd begraven in Soest.